# باشگاه فوتبال کوشیتسه
باشگاه فوتبال کوشیتسه (انگلیسی: FC Košice) یک باشگاه فوتبال مستقر در کوشیتسه، اسلواکی است که در حال حاضر در لیگ دسته اول فوتبال اسلواکی، بالاترین سطح لیگ فوتبال در این کشور به فعالیت می‌پردازد.
این باشگاه در سال ۲۰۱۸ تأسیس شد. آنها در یک باشگاه دیگر با نام کوشیتسه-بارسا ادغام شدند.